# William V. Skall
William V. Skall (Chicago, 5 de outubro de 1897 — Los Angeles, 22 de março de 1976) é um diretor de fotografia estadunidense. Venceu o Oscar de melhor fotografia na edição de 1949 por Joan of Arc.

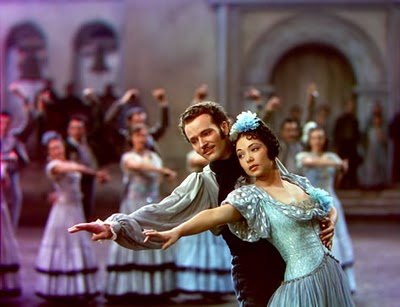
Uma das obras do diretor de fotografia: Dancing Pirate (1936)